# Nagroda imienia Włodzimierza Zonna

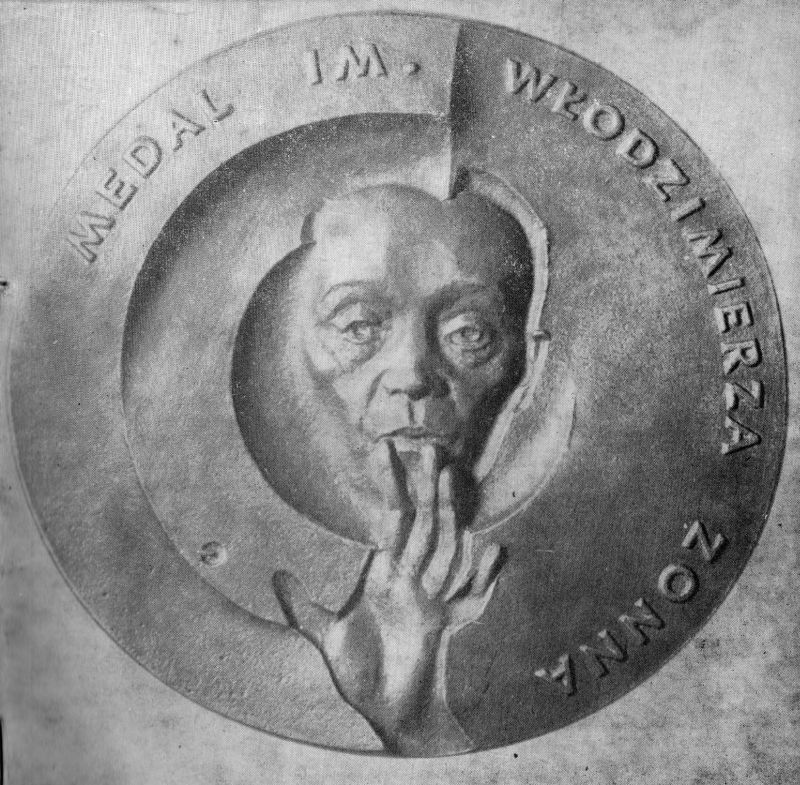
Awers medalu im. Włodzimierza Zonna

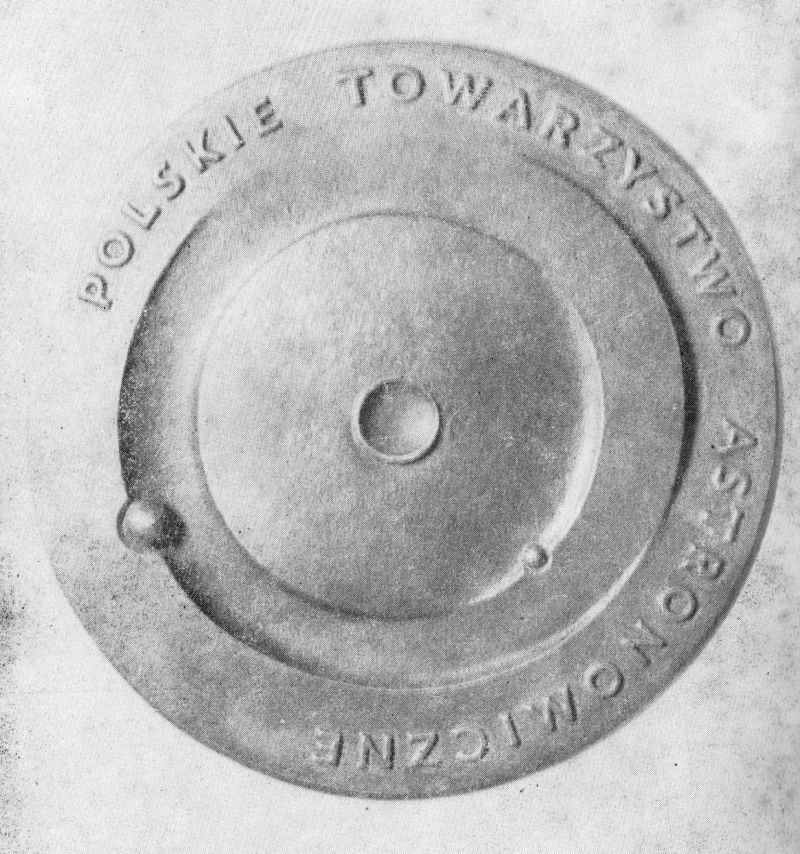
Rewers medalu im. Włodzimierza Zonna

Nagroda im. Włodzimierza Zonna – nagroda przyznawana przez Polskie Towarzystwo Astronomiczne za wybitne zasługi w szerzeniu i popularyzacji wiedzy o Wszechświecie. Jury powołane przez Zarząd PTA co dwa lata wręcza laureatom medal poświęcony pamięci astronoma Włodzimierza Zonna. Twórczynią medalu jest Ewa Olszewska-Borys.
Nagroda przyznawana jest od 1983 roku. Zwykle otrzymuje ją jedna osoba, choć zdarzało się przyznanie jej dwóm lub trzem osobom w jednej edycji. Bywała też nadawana pośmiertnie.

## Laureaci nagrody
- 1983: Stanisław R. Brzostkiewicz
- 1985: Jan Mergentaler
- 1987: Michał Heller
- 1989: Krzysztof Ziołkowski
- 1991: Edith i Andrzej Pilscy
- 1993: Małgorzata Śróbka-Kubiak, Mirosław Kubiak, Kazimierz Schilling
- 1995: Jarosław Włodarczyk
- 1997: Henryk Chrupała
- 1999: Henryk Brancewicz
- 2001: Magdalena Sroczyńska-Kożuchowska
- 2003: Tadeusz Jarzębowski
- 2005: Robert Głębocki (pośmiertnie)
- 2007: Andrzej Woszczyk
- 2009: Tomasz Kwast i Julian Murzyn
- 2011: Lech Mankiewicz
- 2013: Paweł Maksym (pośmiertnie), Marek T. Szczepański
- 2015: Andrzej Branicki[1]
- 2017: Bogdan Wszołek[2]
- 2019: Jadwiga Biała i Jacek Drążkowski[2]
- 2021: Pałucko-Pomorskie Stowarzyszenie Astronomiczno-Ekologiczne i Polskie Towarzystwo Miłośników Astronomii[2]
- 2023: Maciej Mikołajewski, Krzysztof Czart i Centrum Popularyzacji Kosmosu „Planetarium – Toruń”[2]